# Robert Jan van der Veen
Robert Jan van der Veen (1943) is een Nederlands marxistisch politiek theoreticus.
Hij is op dit moment universitair docent politicologie bij de Universiteit van Amsterdam. Daarvoor heeft hij bij het Netherlands Institute for Advanced Study gewerkt (tussen 1977 en 1978), bij de universiteit Groningen, waar hij 1991 promoveerde, bij het departement economie van de Erasmus Universiteit Rotterdam en bij de Universiteit van Warwick.
Van der Veen heeft een achtergrond in Marxistische politieke theorie en politieke economie. Als zodanig heeft hij zich in de jaren 80  beziggehouden met het analytisch marxisme. Hij heeft zich in de laatste periode gespecialiseerd in de relatie tussen rationeel gedrag en milieubeleid en het basisinkomen.